# Carmen Barradas
Pour les articles homonymes, voir Barradas.
Maria del Carmen Perez Jimenez Barradas (18 mars 1888 - 12 mai 1963) est une pianiste, compositrice et professeure de chorale uruguayenne.
Elle est contemporaine des principaux musiciens uruguayens de la période nationaliste (Eduardo Fabini, Luis Cluzeau Mortet, Alfonso Broqua, entre autres). Mais de même que Carlos Estrada, César Cortinas et Héctor Tosar, elle ne se lie pas à ce mouvement et reste à la marge de la scène majoritaire de la musique de culture uruguayenne de cette époque.

## Biographie

### Enfance et études
Maria del Carmen Pérez Jiménez nait le 18 mars 1888 à Montevideo, fille des résidents espagnols Santos Rojas et du peintre de natures mortes Antonio Pérez Giménez Barradas. A l'instar de son frère cadet, le peintre Rafael Barradas, elle adopte le nom de scène Carmen Barradas, le nom de sa grand-mère. Son second frère cadet est l'écrivain et poète Antonio De Ignacios (es).
Son inclinaison pour la musique se révèle dès 1993. Elle étudie d'abord à partir de 1994 le solfège avec Antonio Frank, mais arrête après la mort de son père en 1898 à cause de problèmes financiers. Avec le soutien d'amis de sa mère, elle étudie le piano avec Albina Miraldi de Rainieri et Nicomedes Pelufo de Santini. En 1904, grâce au professeur Marín López elle obtient une bourse d'études pour entrer au Conservatorio « La Lira » où elle étudie le piano avec Aurora Pablo et M. Lopes Vicente. Elle obtient son diplôme en 1915.

### Séjour en Espagne
Le 2 octobre 1916 Carmen Barradas part avec sa famille rejoindre son frère Rafael en Espagne. Une fois en Espagne, Carmen et sa mère subviennent à leurs besoins en fabriquant des jouets. Cependant, Carmen se développe également en tant que compositrice et participe activement à la vie artistique de Barcelone.
1922 est l'année de son célèbre triptyque Fabricación, Aserradero y Fundición que les critiques européens qualifient de futures œuvres orchestrales. Elle utilise une notation musicale graphique de son invention pour écrire Fabricación, une œuvre pour piano qui reproduit les sons d'une usine fonctionnant à plein volume.
Cette même année, le 24 février, Carmen Barradas donne son premier concert en Espagne au Teatro del Centro. Le 22 décembre, elle offre son deuxième concert à l'Ateneo de Madrid. En 1927, elle compose Procesión de Semana Santa à L'Hospitalet de Llobregat. Le 7 février 1928 elle donne son troisième concert dans l'atelier de l'architecte Sastre dans le Passeig de Gràcia à Barcelone. Carmen y crée des œuvres très importantes : Piratas, Taller mecánico et Cabalgata de reyes.
Ses œuvres Aserradero  et Taller mecánico la placent parmi les pionniers de la musique moderne.

### Retour à Montevideo
Barradas vit et compose en Espagne jusqu'en 1922, puis retourne avec sa famille à Montevideo en novembre 1928. À peine deux mois et demi après son retour, Rafael Barradas meurt le 12 février 1929.
En mars 1929 elle prend un poste de professeur de chant à l'Instituto Normal et crée sa propre chorale avec ses élèves. En 1930, l'éditeur du compositeur Raimundo Marotti publie trois chansons pour enfants de Carmen Barradas.
En 1933, elle compose Oración a Santos Vega qu'elle dédie à son père Antonio, à son frère Rafael et à l'écrivain José Pedro Bellán.
Carmen Barradas compose en silence et se dédie à l'enseignement jusqu'au 2 août 1933 où elle organise une conférence-concert avec une exposition des œuvres de son frère dans sa galerie privée, la galerie Barradas. Ce sera son quatrième concert. À cette occasion, elle accompagne la soprano María V. de Müller et le pianiste Hugo Balzo qui interprètent ses œuvres. Le Chœur de femmes de l'Institut Normal, dirigée par la compositrice, participe également et interprète des œuvres d'auteurs nationaux.
Le 9 novembre 1933, le cinquième concert de Carmen Barradas a lieu à l'Ateneo de Montevideo. La soprano María Vinent de Müller, à travers son association Arte y Cultura Popular, organise un hommage à Carmen Barradas, clôturant l'événement avec la participation de la compositrice au piano.
En janvier-février 1934, Federico García Lorca vient à Montevideo et rend un hommage à Rafael Barradas au cimetière de Buceo. Carmen Barradas compose cette année La Niña de la Mantilla Blanca dédiée à Joaquín Torres García et dédie son œuvre Boda en la pueblo, composée à Madrid en 1919, à María V. de Müller.
Le 23 juillet 1934 a lieu le sixième et dernier concert de Carmen Barradas, parrainé par un grand nombre de personnalités uruguayennes, au Teatro 18 de Julio.
Le 14 janvier 1935, elle participe au concours de Remuneraciones Artísticas  organisé par le ministère de l'Instruction publique et de la Prévoyance sociale avec les œuvres La Niña de la mantilla blanca et Aurora en la enramada. Ses œuvres ne sont pas sélectionnées.
En 1937, Hugo Balzo interprète Fabricación à la salle Pleyel à Paris. En 1939, Carmen Barradas publie la partition de Fabricación à Montevideo et en mars de cette année Pablo Neruda visite la Galería Barradas lors d'une rencontre avec des poètes uruguayens.
Dans la Galería Barradas ont lieu des concerts, des conférences, des discussions et des rencontres auxquels assistent des personnalités de la culture uruguayenne. Des conférences y ont été données par Jules Supervielle, Luisa Luisi et par le compositeur et chef d'orchestre mexicain Carlos Zozaya.
En 1940, Carmen Barradas et son frère Antonio de Ignacios publient le premier numéro du magazine Andresillo. Les chansons pour enfants de Carmen sont publiées dans le magazine avec des commentaires d'Antonia Lainez, des illustrations de contes pour enfants par son frère Rafael ou des poèmes d'Antonio de Ignacios. Ces publications, financées par la famille, ont eu une durée de vie très courte, seuls six numéros ont été publiés.
En 1942 elle arrange Fabricación pour deux pianos. Le 19 décembre elle rencontre le critique Roberto Lagarmilla. Elle compose également cette année en mémoire d'Alfonsina Storni son œuvre pour piano Mar-Tragedia-Misterio qui restera inachevée. En 1943, elle est nommée pour enseigner en deuxième année à l'Escuela N.º 45.
Le 22 novembre 1945, le premier récital des œuvres de Carmen Barradas par Néffer Kröger (es) a lieu à la bibliothèque Artigas de Colón. En 1946, elle dédie son Étude en si bémol mineur, composée en 1941, à Néffer Kröger et sa Baile inglés, composée en 1920 à Madrid, à la pianiste Victoria Schenini.
En 1947, Ángelo Turriziani joue Procesión de Semana Santa dans l'amphithéâtre de la Faculté d'Architecture de l'Hospitalet de Llobregat.
En 1948, elle subit deux grandes pertes. Le 24 août, Antoñita Lainez de Sicardi, la belle-sœur de Rafael, meurt. Le 31 août, chez elle, Doña Santos Giménez de Pérez Barradas, la mère des artistes, meurt également.
En 1952 elle prend sa retraite. Le 14 mai 1958, Pilar Lainez de Pérez Barradas, la femme de Rafael, meurt. C'est aussi l'année où Barradas compose sa dernière œuvre, l'Estudio rítmico en mi bemol menor.
Le 5 février 1963 son frère Antonio de Ignacios meurt et Barradas meurt le 12 mai à Montevideo. Elle est enterrée dans la concession de la famille Piccardo, au Cementerio Central. À sa mort, une grande partie de ses manuscrits sont perdus ainsi que plusieurs peintures et dessins de son frère qui tombent entre les mains d'opportunistes qui profitent de la situation pour piller son petit appartement.

## Œuvres
Bien que ses œuvres aient été décrites comme « brillantes », son côté expérimental n'a pas été bien accueilli en Uruguay de son vivant. Beaucoup de ses œuvres ont été perdues à sa mort. Cependant, la pianiste et musicologue Néffer Kröger (es) a conservé et joué certaines partitions. Il reste environ 170 manuscrits partiels et complets. Elle est pionnière dans l'utilisation de notation musicale graphique non traditionnelle et de techniques expérimentales,,.
- Fabricación
- Andaluza
- La niña de la mantille blanche
- Aserradero
- Taller Mecánic
- En el molino et procession
- Aurora en la enramada
- Mar-Tragedia-Misterio
- Estudios tonales